# 鲍氏双角鳚
鮑氏雙角鳚（學名：Coralliozetus boehlkei），為輻鰭魚綱鳚形目煙管鳚科雙角鳚屬的一種，種名是為了紀念費城自然科學院的魚類學家詹姆斯·E·伯爾克（1930-1982），分布於中東太平洋墨西哥加利福尼亞灣至哥斯大黎加海域，深度1至5公尺，本魚體細長，頭短鈍，頂部無刺，鼻孔處有觸鬚，眼上方有1對短觸鬚，頸背無觸鬚，上唇中部有凹口，口腔頂部兩側各有一排牙齒，雄魚身體和頭部為深褐色，身體上背部和中側有成排的白色斑點，頰部和下鰓蓋骨有數條斜交錯的黑白條紋，背鰭有斑點，前面有白色，雌魚身體和頭部顏色較淺，身體有許多細的深色條紋，下頷有3條狹窄的白色斜條紋，體長可達3.1公分，棲息在岩礁區，通常躲在蠕蟲空巢穴，以浮游動物為食，雌魚產附著性卵，由雄魚守護魚卵，生活習性不明。